# Linda Odén
Linda Odén, född 5 juni 1983, är en svensk bandymålvakt. Odén spelar i AIK och har varit målvakt för det svenska landslaget sedan 2004.
Linda Odén har varit med och tagit åtta stycken VM-guld med svenska landslaget – 2004, 2006, 2007, 2008, 2010, 2012, 2016, 2018. Hon har också vunnit sju SM-guld, varav ett med Sandvikens AIK och sex stycken med AIK, och har blivit utsedd till Årets damspelare i svensk bandy två gånger, säsongerna 2008/09 och 2014/15.